# Ali Khadivar
Ali Khadivar (in persiano علی خدیور‎; Kish, 11 novembre 1989) è un velocista iraniano, specializzato nei 400 metri piani.

## Record nazionali
- 400 metri piani: 45"64 ( Erzurum, 11 giugno 2017)
- 400 metri piani indoor: 46"95 ( Istanbul, 18 febbraio 2018)

## Palmarès
| Anno | Manifestazione                    | Sede        | Evento      | Risultato  | Prestazione | Note |
| ---- | --------------------------------- | ----------- | ----------- | ---------- | ----------- | ---- |
| 2017 | Giochi della solidarietà islamica | Baku        | 400 m piani | Bronzo     | 45"92       |      |
| 2017 | Campionati asiatici               | Bhubaneswar | 200 m piani | Semifinale | 21"28       |      |
| 2017 | Campionati asiatici               | Bhubaneswar | 400 m piani | 7º         | 46"95       |      |
| 2017 | Giochi asiatici indoor            | Aşgabat     | 400 m piani | 4º         | 47"04       |      |
| 2018 | Campionati asiatici indoor        | Teheran     | 400 m piani | 5º         | 47"57       |      |
| 2018 | Campionati asiatici indoor        | Teheran     | 4×400 m     | Bronzo     | 3'11"74     |      |
| 2018 | Giochi asiatici                   | Giacarta    | 400 m piani | dnf        | dnf         |      |